# Idabel
Idabel is een plaats (city) in de Amerikaanse staat Oklahoma, en valt bestuurlijk gezien onder McCurtain County.

## Demografie
Bij de volkstelling in 2000 werd het aantal inwoners vastgesteld op 6952.
In 2006 is het aantal inwoners door het United States Census Bureau geschat op 6918, een daling van 34 (-0,5%).

## Geografie
Volgens het United States Census Bureau beslaat de plaats een oppervlakte van
41,3 km², geheel bestaande uit land. Idabel ligt op ongeveer 128 m boven zeeniveau.

## Plaatsen in de nabije omgeving
De onderstaande figuur toont nabijgelegen plaatsen in een straal van 28 km rond Idabel.

## Geboren
- Sunny Murray (1936-2017), jazzdrummer